# Blindly in Love
Pour plus de détails, voir Fiche technique et Distribution.
Blindly in Love (箱入り息子の恋, Hakoiri musuko no moi) est une comédie dramatique japonaise, réalisée par Masahide Ichii (ja) et sortie en 2013.

## Synopsis
Kentaro (Gen Hoshino), 35 ans, est un inadapté social, vivant une existence socialement isolée avec ses parents et sa grenouille de compagnie. Il n'est jamais sorti avec une fille et ses parents veulent désespérément qu'il vive sa vie et rencontre quelqu'un. Il occupe un emploi modeste à la mairie, mais ne socialise pas avec ses collègues de travail. De plus, Kentaro n'a pas d'amis et est généralement socialement reclus et seul dans sa vie. Il n'a pas eu de promotion en 13 ans de carrière et parle à peine à ses collègues. Ses parents se rendent à un omiai (sorte de planification dans le but d'un mariage arrangé), dans l'espoir de trouver une femme à présenter à leur fils. Cependant, un seul autre groupe de parents leur parle, Akita Imai (Ren Ōsugi) et sa femme (Hitomi Kuroki). Ils échangent les profils de leurs enfants et montrent une photo de leur fille, qui est clairement belle. Les parents de Kentaro sont impressionnés par la photo, cependant, quand Akita lit le profil de Kentaro, il n'est pas impressionné. La seule photo qu'ils ont de Kentaro est floue. Ils y laissent les parents de Kentaro, le rejetant.
Après l'échec de la réunion, la mère de Naoko Imai et Naoko Imai font du shopping, quand il commence à pleuvoir. Il est révélé que Naoko est en fait aveugle. Elle quitte momentanément sa fille pour récupérer la voiture, et par coïncidence, Kentaro la voit. Il lui offre son parapluie sans se rendre compte qu'elle est aveugle. Quand ils rentrent chez eux, la mère de Naoko regarde le parapluie et se rend compte qu'il s'agit du même nom que celui de l'homme qu'ils ont rejeté pour leur fille.
Sans le dire à son mari, elle leur organise un rendez-vous. La mère de Naoko voit le fait qu'il ne socialise pas avec les collègues et passe beaucoup de temps au travail ce qui est une bonne chose, car son mari est un président à succès mais qui passe trop de temps au travail et néglige sa vie de famille.
Les quatre parents et les deux enfants se rencontrent au restaurant. Ici, il est révélé à Kentaro et à ses parents que Naoko est aveugle, ce qu'ils ne savaient pas. Cependant, Akita est impoli envers Kentaro à propos de son échec, et les parents de Kentaro se lèvent pour partir avec dégoût et le traitement qu'il lui inflige. Kentaro reste silencieux et prend finalement la parole, seulement pour demander à Naoko ce qu'elle veut, et il devient évident que personne ne lui a posé de questions sur ses propres pensées. Naoko s'intéresse à lui, mais Akita bloque toute connexion entre les deux.
Ignorant son mari, la mère de Naoko leur propose un rendez-vous et ils commencent une relation. Kentaro commence à montrer à Naoko quelques endroits de la ville, et la rend un peu plus confiante dans son environnement, et ils commencent à s'aimer. Cependant, après 2 mois, Akita découvre accidentellement la relation, que la mère de Naoko a gardée secrète. Il se présente et commence à se battre avec Kentaro, en attendant, Naoko s'est retrouvée sur la route et est sur le point d'être renversée par une voiture. Kentaro la sauve, mais il se fait renverser par la voiture.
Kentaro se retrouve à l'hôpital et la relation est terminée. Il continue sa vie et la voit un jour marcher dans la rue. Il la suit dans le même restaurant auquel il l'a emmené et se rend compte qu'il a toujours des sentiments pour elle, mais rate l'occasion de lui parler. Finalement, il révèle qu'il l'aime et court chez elle. Il grimpe sur son balcon, se faufile dans sa maison et ils font l'amour. Cependant, les parents de Naoko entendent les bruits et font irruption dans la pièce, où Akita attaque un Kentaro nu. Pendant qu'ils se battent, Kentaro est poussé hors du balcon et se retrouve à nouveau à l'hôpital.
Une fois de plus, Kentaro est à l'hôpital et il envoie des lettres d'amour à Naoko, et ils semblent être à nouveau amoureux.

## Fiche technique
- Titre original : 箱入り息子の恋 (Hakoiri musuko no moi?)
- Titre anglais : Blindly in Love
- Réalisation : Masahide Ichii (ja)
- Scénario : Takahiro Tamura (ja) et Masahide Ichii, d'après son propre roman
- Photographie : Daisuke Sōma (ja)
- Musique : Ren Takada (ja)
- Décors : Mitsuse Matsuda
- Montage : Chieko Suzaki
- Pays de production :  Japon
- Langue originale : japonais
- Format : couleur - 1,85:1
- Genre : comédie dramatique
- Durée : 117 minutes
- Dates de sortie :
  - Corée du Sud : 28 avril 2013 (avant première au Festival international du film de Jeonju)
  - Japon : 8 juin 2013[6]

## Distribution
- Gen Hoshino : Kentaro Amanoshizuku
- Kaho : Naoko Imai
- Sei Hiraizumi : Toshi Amanoshizuku
- Ryōko Moriyama : la mère de Kentaro
- Ren Ōsugi : Akita Imai
- Hitomi Kuroki : la mère de Naoko
- Honoka Ishibashi : une des collègues de Kentaro[1]

## Récompenses et distinctions
Sauf indication contraire, les informations mentionnées dans cette section peuvent être confirmées par la base de données cinématographiques IMDb,  présente dans la section « Liens externes ».
- Prix du meilleur nouveau talent pour Gen Hoshino au Festival du film de Yokohama 2013 (conjointement pour Why Don't You Play in Hell?)